# Fred Kogel
Fred „Fredy“ Kogel (* 15. Dezember 1960 in Wiesbaden) ist ein deutscher Medienmanager sowie ehemaliger Fernsehmoderator und Fernsehproduzent.

## Leben
Kogel ist Sohn eines Opernsängers und einer Ballettmeisterin. Er studierte Rechtswissenschaft und Politikwissenschaft in München. Noch während seines Studiums arbeitete er ab 1981 als freier Mitarbeiter beim Bayerischen Rundfunk. Er kündigte dort 1984 und baute den Münchner Lokalsender Radio 44 auf, der bald mit Radio Xanadu fusionierte (später umbenannt in Energy München). 1985 wechselte er nach dem Ersten Staatsexamen als Assistent von Bernd Eichinger zur Neue Constantin Film. Ab 1986 war er Redakteur und Moderator bei musicbox, von 1988 bis 1990 auch bei dessen Nachfolgesender Tele 5. Außerdem wurde er 1988 Programmchef von Radio Gong 96,3. Daneben war Kogel bis 1993 als freier Fernsehproduzent tätig, zum Beispiel für den Grand Prix Eurovision (1989–1991) oder Wetten, dass..? (1992/93). 1993 wurde er Unterhaltungschef und Leiter der Hauptredaktion Show beim ZDF.
1995 wechselte Kogel als Programmgeschäftsführer zu Sat.1 und machte Schlagzeilen mit der spektakulären Verpflichtung des Moderatorentrios Fritz Egner, Thomas Gottschalk und Harald Schmidt (Beginn der Harald Schmidt Show). Nachdem Sat.1 1997 hohe Verluste geschrieben hatte, fuhr Kogel 1998 ein radikales Kostensenkungsprogramm, woraufhin die bekannten Moderatoren Reinhold Beckmann, Johannes B. Kerner und Erich Böhme den Sender verließen. 
Mit dem Zusammenschluss von Sat.1, ProSieben, kabel eins und N24 Mitte 2000 gab Kogel seinen Posten bei Sat.1 zugunsten seines Stellvertreters Martin Hoffmann auf und wechselte 2001 als stellvertretender Geschäftsführer und Verantwortlicher für die Bereiche Einkauf, Verkauf und Produktion in die Geschäftsführung der Kirch Media. Kostensenkungsmaßnahmen beim Filmeinkauf konnten die Insolvenz der Kirch-Gruppe allerdings nicht mehr verhindern. Zusammen mit vier weiteren Geschäftsführern stellte er am 8. April 2002 den Insolvenzantrag.
Daneben war Kogel von 2001 bis 2003 Vorsitzender des Aufsichtsrats der Constantin Film AG, von 2003 bis 2008 war er dort Vorstandsvorsitzender als Nachfolger von Bernd Eichinger. Im September 2004 gründete Kogel zusammen mit Harald Schmidt die Kogel & Schmidt GmbH, welche die ab 2004 ausgestrahlte Sendung Harald Schmidt wie auch später Schmidt & Pocher und ab 2011 Die Harald Schmidt Show produzierte.
Gemeinsam mit Hubertus Meyer-Burckhardt übernahm Kogel die Geschäftsführung von Polyscreen, einem paritätischen Joint Venture der Polyphon mit der Constantin Film AG. Von Januar 2013 bis zur Einstellung der Sendung Kultabend im Juli 2015 war er regelmäßig in Bayern 3 zu hören.
Vom 1. Januar 2016 bis 27. August 2017 war er Vorstandsvorsitzender der Constantin Medien AG. Seit 2019 ist er CEO des Medienunternehmens Leonine. 2023 wurde er mit dem Game Changer Award des Zurich Film Festival ausgezeichnet.
Kogel hat zwei Söhne, einen aus einer früheren Beziehung mit Ramona Leiß.